# Osiris (Bahreinse band)
Osiris is een muziekgroep uit Bahrein die vanaf 1982 onregelmatig muziekalbums uitbrengt. De band is gevormd door de gebroeders Al Sadeqi en speelt progressieve rock die het beste te vergelijken is met Camel. De muziek is echter doorspekt met Arabische en Oosterse klanken, zodat er een geheel eigen stijl ontstond. De albums zijn voor het grootste deel instrumentaal. Hun albums worden in het Westen uitgebracht door Musea Records te Metz.

## Discografie
- 1983: Osiris
- 1984: Myths and legends
- 1989: Reflections
- 2002: Beyond control (live)
- 2007: Visions from the past
- 2010: Tales of the divers (live+inédits)
- 2020: Take a closer look, uitgave van een album dat jaren op de plank bleef liggen, zang en toetsen zijn deels opnieuw opgenomen (IO Pages 166, september 2020)